# Selvas tropicales de Nueva Caledonia

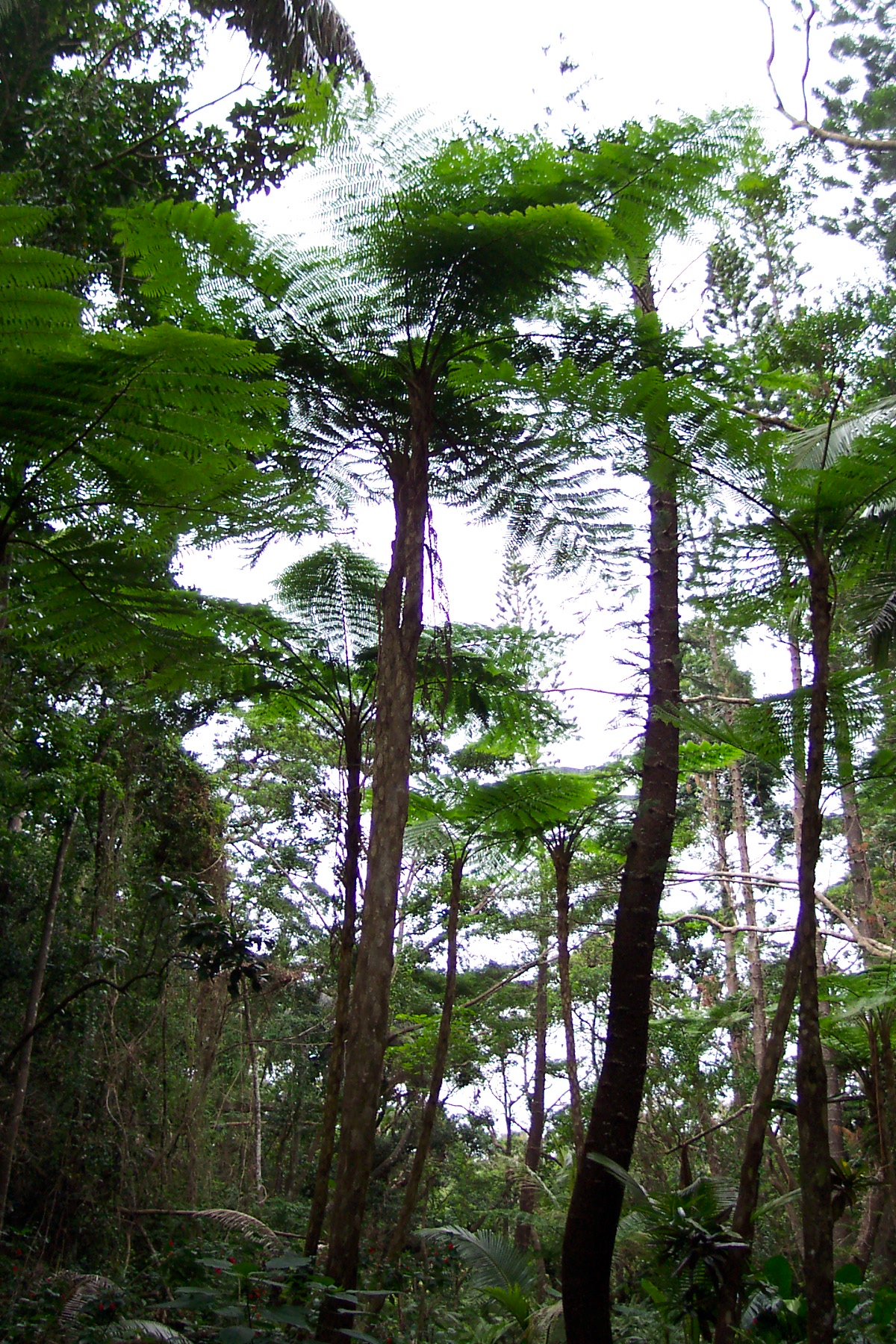
Helechos arborescentes en la Isla de los Pinos

Las selvas tropicales de Nueva Caledonia son una ecorregión terrestre, ubicada en Nueva Caledonia en el Pacífico Sur. Se trata de una ecorregión húmeda tropical de bosque de hoja ancha, parte de la ecozona de Australasia.

## Marco

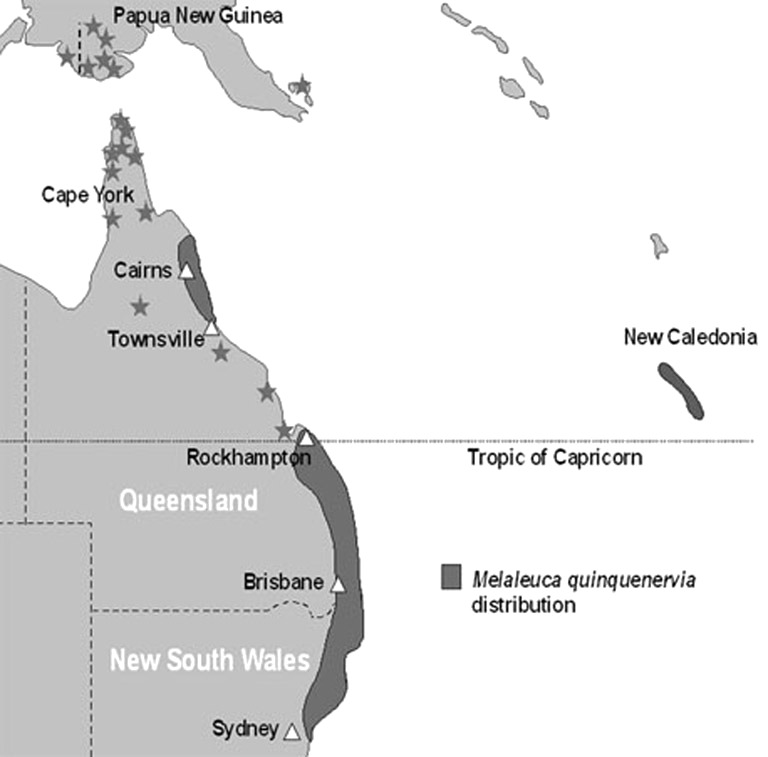
Área de distribución original de Melaleuca quinquenervia en Niaouli

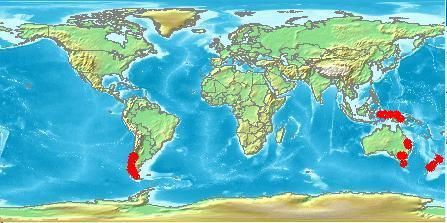
Nothofagus es un género vegetal que estuvo distribuido por Gondwana y que existe en Australia, Nueva Zelanda, Nueva Caledonia y Chile. También se han encontrado recientemente fósiles en la Antártida.

La ecorregión cubre el lado oriental de Grand Terre, la principal isla montañosa de Nueva Caledonia, así como las más pequeñas islas de la Lealtad al este y la isla de los Pinos al sur de Grand Terre. La ecorregión cubre un área de 14.600 kilómetros cuadrados (5.600 millas cuadradas).
Grand Terre es una larga isla que corre aproximadamente de norte a sur, con una cordillera en el centro con cinco picos que superan los 1500 metros de elevación. Las Islas de la Lealtad y la isla  de los Pinos son mucho más bajas. Nueva Caledonia se encuentra en el trópico de Capricornio, entre 19 ° y 23 ° de latitud sur, 1.200 km al este de Australia y 1.500 km al noreste de Nueva Zelanda.
El clima de las islas es tropical, y la lluvia es altamente estacional, traída por los vientos alisios que vienen generalmente del este. Las precipitaciones registran una media de 1.500 mm anuales en las Islas Lealtad, 2.000 mm en las elevaciones bajas en el este de Grand Terre y 2.000-4.000 mm en las zonas elevadas de Grand Terre. Las laderas occidentales de Grand Terre, que están en la sombra orográfica de la cordillera central, son mucho más secas, y es la parte de la ecorregión en la que se desarrollan los bosques secos de Nueva Caledonia.
Nueva Caledonia es un antiguo fragmento de Gondwana, el supercontinente del sur. Se separó de Australia hace 85 millones de años, y permaneció unido a Nueva Zelanda hasta hace 55 millones de años. Se ha aislado de otras masas de la tierra desde entonces, aunque algunas plantas y animales han podido cruzar el estrecho que separa Nueva Caledonia de las islas vecinas.
Los bosques están formados por árboles de hoja perenne de hoja perenne, que llegan hasta los 40 m de altura. Muchas de las especies son endémicas de las islas. Existe una rica biota de plantas de sotobosque, invertebrados y pájaros y murciélagos.
La fauna y la flora de Nueva Caledonia se derivan de especies ancestrales aisladas en la región cuando se separaron de Gondwana hace muchas decenas de millones de años. No sólo las especies endémicas han evolucionado aquí, sino géneros enteros e incluso las familias son únicas en las islas.
Más especies de gimnospermas tropicales son endémicas de Nueva Caledonia que en cualquier región similar en la Tierra. De las 44 especies autóctonas de gimnospermas, 43 son endémicas, incluyendo la única gimnosperma parásita conocida (Parasitaxus usta). Nuevamente, de las 35 especies conocidas de Araucaria, 13 son endémicas de Nueva Caledonia.
La mayor especie de helecho existente en el mundo, Cyathea intermedia, también es endémica de Nueva Caledonia. Es muy común en terrenos ácidos, y crece alrededor de un metro por año en la costa este, generalmente en barbecho o en claros de bosque. También hay otras especies de Cyathea, notablemente Cyathea novae-caledoniae
Los suelos de las islas derivan en gran medida de rocas ultramáficas, y han sido un refugio para muchas especies nativas de flora que se adaptaron a su composición hace mucho tiempo; tal flora puede sobrevivir en suelos ácidos con composiciones desfavorables de elementos nutrientes. En Nueva Caledonia, los ejemplos de estos suelos suelen tener un exceso de magnesio, más inusualmente altas concentraciones de compuestos fitotóxicos de metales pesados como el níquel. No muchas especies invasoras pueden competir con éxito con plantas adaptadas a tales suelos desafiantes.
Nueva Caledonia es también una de las cinco regiones del planeta donde existen especies de Nothofagus indígenas; hay cinco especies conocidas.
El bosque nuboso cubre gran parte de la montaña tropical y las zonas costeras del mundo. La laurisilva se encuentran en las islas de los Océanos, algunas montañas tropicales y localmente en microambientes húmedos favorables del clima de la costa y las montañas costeras del continente, pero estos bosques han ido reduciéndose en extensión debido a su tala para la agricultura y el pastoreo, y por la invasión de especies exóticas. El declive de gran parte de la fauna y flora endémicas se debe en gran medida a la deforestación para acomodar la expansión agrícola. Esto va acompañado de un desplazamiento de la flora nativa por malezas exóticas invasoras y plantas de cultivo. Los bosques de laurisilva más famosos aún permanecen en Madeira, donde se encuentran entre los 300 y 1400 m de altitud en las laderas norte, y entre 700 y 1600 m en las vertientes sur y cubren 149,5 km².
La laurisilva aparece en las montañas de la franja costera de Nueva Gales del Sur en Australia, Nueva Guinea, Nueva Caledonia, Tasmania y Nueva Zelanda. Los bosques de laurel de Australia, Tasmania y Nueva Zelanda son el hogar de especies relacionadas con las de Sudáfrica, Macaronesia, Madagascar, Japón del Sur, la isla de Jeju en Corea, Taiwán, la costa del sur de China, costas de América del Norte a Panamá y los bosques de laurel de Valdivia , Incluida el haya meridional (Nothofagus) a través de la conexión con la flora antártica. Otras flora típicas incluyen Winteraceae, Myrtaceae, sasafras del sur (Atherospermataceae), coníferas de Araucariaceae, Podocarpaceae, y Cupressaceae, y helechos arborescentes.
Nueva Caledonia era un antiguo fragmento del supercontinente Gondwana. A diferencia de muchas de las islas del Pacífico, que son de origen volcánico relativamente reciente, Nueva Caledonia es parte de Zealandia, un fragmento del antiguo supercontinente de Gondwana. Zelanda se separó de Australia hace 60-85 millones de años, y la cresta que une Nueva Caledonia a Nueva Zelanda ha estado profundamente sumergida durante millones de años. Esta situación aisló Nueva Caledonia del resto de las masas terrestres del mundo, preservando una representación de los bosques de Gondwana. Nueva Caledonia y Nueva Zelanda fueron separadas por la deriva continental de Australia hace 85 millones de años. Las islas aún albergan una extraordinaria diversidad de plantas endémicas y animales de origen gondanés se fueron extendiendo más tarde a los continentes del sur .
Los bosques de laurel de Australia, Nueva Caledonia (Adenodaphne) y Nueva Zelanda tienen otras especies relacionadas con el bosque de laurel de Valdivia, a través de la conexión de la flora antártica de gimnospermas como el podocarpus y Nothofagus caduco. Nueva Caledonia se encuentra en el extremo norte del antiguo continente Zealandia, mientras que Nueva Zelanda se levanta en el límite de la placa que la divide. Estas masas de tierra son dos puestos avanzados de la flora antártica, incluyendo Araucarias y Podocarpios. En Bahía Curio se pueden observar troncos de un bosque fosilizado estrechamente relacionado con el kauri moderno y el pino Norfolk, que creció en Zelanda hace unos 180 millones de años durante el período Jurásico, antes de que se separara de Gondwana.
Durante los períodos glaciales parte de Zealandia se convirtió en un ambiente terrestre en lugar de un medio marino. Se pensaba que Zealandia no tenía fauna de mamíferos terrestres nativos, pero un descubrimiento reciente en 2006 de una mandíbula de mamíferos fósiles del Mioceno en la región de Otago muestra lo contrario.
Nueva Guinea y la ecorregión de Australia del Norte están estrechamente relacionadas. Con el tiempo, Australia y Nueva Caledonia se desplazaron hacia el norte. La Nueva Caledonia protegida por el océano permaneció inalterada preservando sus especies y Australia se volvió más seca; la flora antártica húmeda de Gondwana se retiró a la costa este y a Tasmania, mientras que el resto de Australia llegó a ser dominado por los géneros Acacia, Eucalyptus, y Casuarina, así como arbustos xéricos y hierbas. Los seres humanos llegaron a Australia hace 50-60.000 años, y utilizaron el fuego para remodelar la vegetación del continente; como resultado, la flora antártica, también conocida como la flora de la selva tropical en Australia, se retiró a unas pocas áreas aisladas que componen menos del 2% de la superficie terrestre de Australia.

## Flora

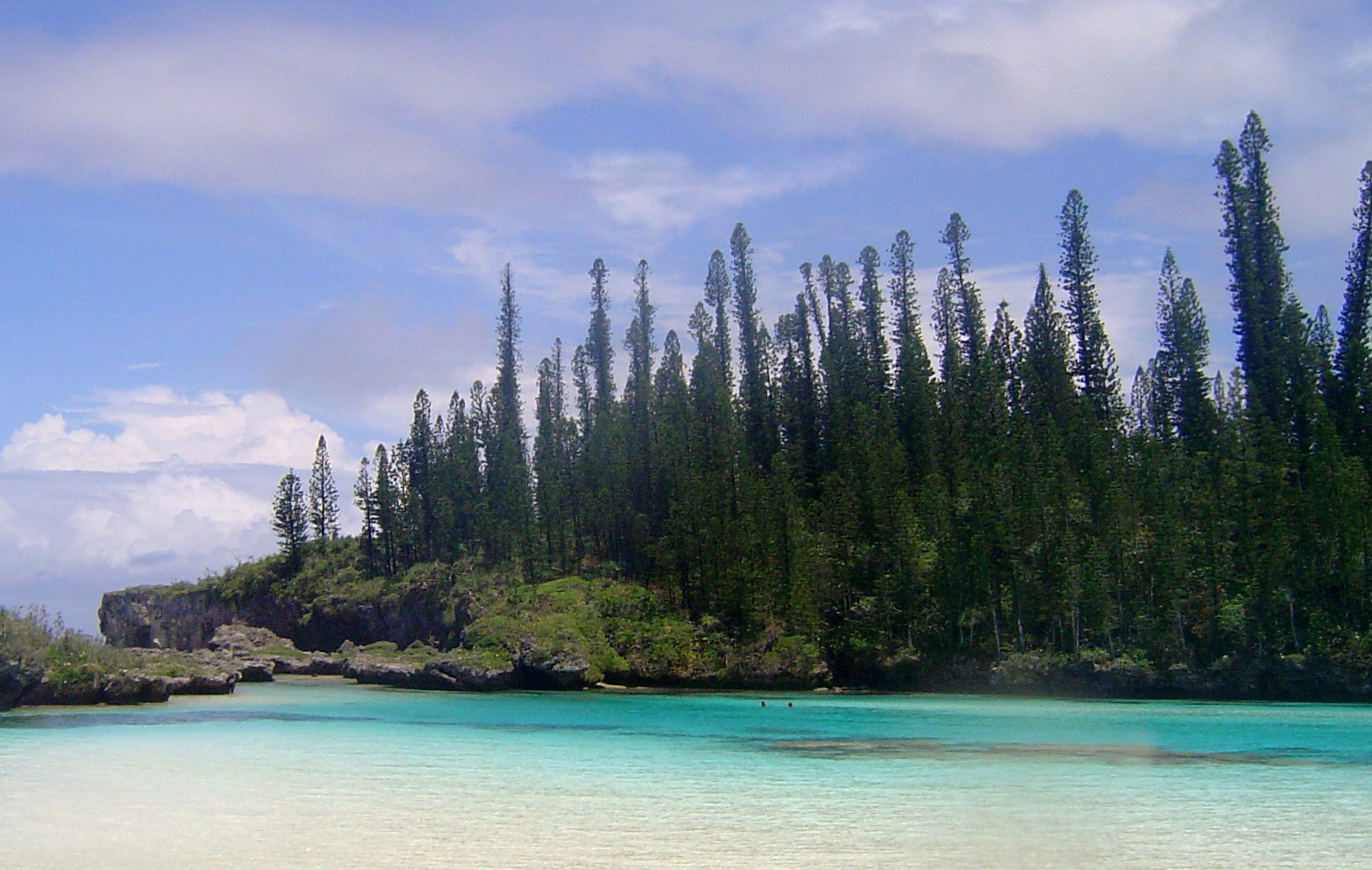
Araucaria columnaris, La Piscine Naturelle, isla de Pinos, Nueva Caledonia

Las selvas tropicales de Nueva Caledonia se componen de tres tipos de bosques predominantes. Los bosques lluviosos de las tierras bajas cubren las Islas de la Lealtad, las Islas de Pinos y las elevaciones más bajas de Grand Terre. Los bosques montanos cubren las elevaciones más altas de Grand Terre. Los bosques de maquis húmedos de Grand Terre son bosques de arbustos bajos situados en suelos rocosos derivados de rocas ultramáficas.
La flora predominante de las selvas tropicales de Nueva Caledonia se deriva de la flora antártica del antiguo Gondwana meridional. Al igual que las selvas tropicales australianas y los bosques templados de Nueva Zelanda, las coníferas de las familias del hemisferio sur Araucariaceae y Podocarpaceae se mezclan con angiospermas, incluyendo el género Nothofagus del hemisferio sur y los árboles y arbustos de las familias Myrtaceae y Proteaceae.
Los bosques de tierras bajas son generalmente una composición de especies mixtas, intercaladas con algunas zonas de una sola especie. Las coníferas predominantes son Araucaria columnaris, A. bernieri, Agathis lanceolata, A. ovata (Araucariaceae) y Dacrydium araucarioides, Dacrycarpus vieillardii y Falcatifolium taxoides (Podocarpaceae). 
Las angiospermas predominantes son Montrouziera cauliflora, Calophyllum neocaledonicum, Dysoxylum spp., Neogullauminia cleopatra y Hernandia cordigera, junto con especies de los géneros Proteaceae Kermadecia, Macadamia y Sleumerodendron. Araucaria, Callistemon y Nothofagus predominan en los rodales de una sola especie.
Los bosques lluviosos montanos son también de especies mixtas, predominantemente las coníferas Araucaria, Agathis, Podocarpus, Dacrydium, Libocedrus y Acmopyle, y las angiospermas Metrosideros, Weinmannia, Quintinia y Nothofagus. Existen rutaceas en Nueva Caledonia como Citrus macroptera Montr. Melodinus insulae-pinorum Boiteau, Melodinus phylliraeoides Labill.
Los bosques de maquis poseen una gran variedad de especies, con muchas endemias. Las rocas ultramáficas, que se formaron en el océano profundo, son ricas en metales, incluyendo níquel, magnesio, cromo y manganeso, que son tóxicos para muchas plantas. Los árboles predominantes son araucarias atrofiadas.

## Fauna

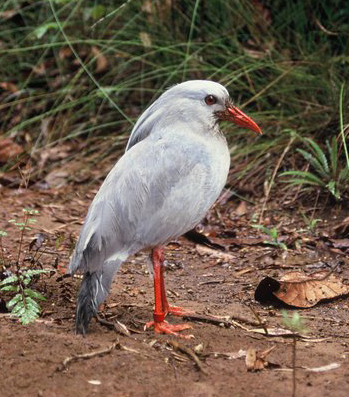
Kagu

Nueva Caledonia tiene una de las aves más enigmáticas del mundo, el kagu, en peligro de extinción. Está relacionado con las grullas y vive muy escondido. Es también el ave heráldica de la isla. Otra ave endémica es el rascón de Nueva Caledonia. Esta ave en peligro de extinción pájaro podría estar extinto pero muchos creen que todavía persiste.  Hay también otras veinte aves más endémicos de la isla, incluyendo el cuervo neozelandés que usa herramientas.